# Bernhard Pünjer
Georg Christian Bernhard Pünjer (* 7. Juni 1850 in Friedrichsgabekoog; † 13. Mai 1885 in Jena) war ein deutscher lutherischer Theologe.

## Leben
Pünjer war Sohn eines Dorfschullehrers. Er absolvierte das Meldorfer Gymnasium. Anschließend studierte er ab 1870 Theologie an den Universitäten von Jena, Erlangen, Zürich und Kiel, bevor er 1872 in Jena das Theologische Examen ablegte. Mit der Schrift Ratio, quae inter Melanchthonis Locorum theologicorum formam priorem et posteriorem intercedat, exponitur: oratio quam in memoriam Augustanae Confessionis ex lege Beneficii Lynkeriani Die XXX. m. Mayi a. MDCCCLXXIV in templo Paulino academico erwarb er sich 1874 ein Stipendium und noch im selben Jahr wurde er mit der Dissertation Die Religionslehre Kant's. Im Zusammenhange seines Systems dargestellt und kritisch beleuchtet zum Dr. phil. promoviert. Die theologische Amtsprüfung legte er in Kiel ab. Er kehrte nach Jena zurück und erwarb sich dort den Grad eines Lic. theol. Danach habilitierte er sich mit der Schrift De Michaelis Serveti doctrina commentatio dogmatico-historica. Ab 1876 war er Privatdozent in Jena.
Pünjer wurde am 2. Januar 1880 zum außerordentlichen Professor für Systematische und Historische Theologie an der Jenaer Universität ernannt. 1883 wurde er von der Theologischen Fakultät der Universität Heidelberg durch die Verleihung der Ehrendoktorwürde (Dr. theol. h.c.) ausgezeichnet. Auch aufgrund seiner liberaltheologischen Positionen ließ sich eine Berufung auf eine ordentliche Professur nicht realisieren. Er starb noch vor seinem 35. Geburtstag an einem Lungenleiden.

## Werke (Auswahl)
Pünjer war Mitarbeiter diverser Perdiodika. Die 1881 gegründeten Theologischen Jahresberichte betreute er bis zu seinem Tod als verantwortlicher Herausgeber. Außerdem war er Mitarbeiter der Allgemeinen Deutschen Biographie (ADB).
- Die Religionslehre Kant's. Im Zusammenhange seines Systems dargestellt und kritisch beleuchtet, Mauke, Jena 1874.
- De Michaelis Serveti doctrina commentatio dogmatico-historica, Mauke, Jena 1876.
- Geschichte der christlichen Religionsphilosophie seit der Reformation, 2 Bände, Schwetschke & Sohn, Braunschweig 1880–1883.
- Die Aufgaben des heutigen Protestantismus, Jena 1885.
- Grundriss der Religionsphilosophie, Schwetschke & Sohn, Braunschweig 1886.